# Манетас, Теодорос
Теодорос Манетас (греч.  Θεόδωρος Μανέτας  1881, Триполи — 1947, Афины) — греческий генерал и министр первой половины 20-го века. Начальник генерального штаба армии в период 1931—1933 годов.

## Семья
Манетас родился в аркадийской Триполи. Был третьим сыном в семье греческого политика Панайотиса Манетаса (1837—1908) и Зои Колокотрони, дочери генерал-майора и премьер-министра Греции Геннеоса Колокотрониса. Его старшие братьми были Иоаннис Манетас, ставший политиком, и  Константинос Манетас, также ставший офицером и дослужившийся до звания генерал-лейтенанта.
Будучи внуком Теодора Колокотрониса был крещён «Теодоросом» в честь своего прославленного деда. Как потомок рода Колокотронисов, последовал военной карьере и дослужился до звания генерал-лейтенанта.

## Военная карьера
Манетас окончил Военное училище эвэлпидов в июле 1902 года, в звании младшего лейтенанта артиллерии.
Πолучил звание лейтенанта в 1909 году. В период 1910—1912 годов продолжил учёбу во Франции.
Вернулся в Грецию, чтобы принять участие в Балканских войнах, в качестве командира батареи и получил звание капитана в 1913 году.
В 1915 году получил звание майора
С началом Первой мировой войны примкнул к движению Национальной обороны Элефтериоса Венизелоса  и воевал на Македонском фронте, командуя артиллерийскими батальонами и полками.
В 1917 году получил звание подполковника и был назначен главой отдела кадров военного министерства.
В 1918 году был адъютантом короля  Александра I 
В 1918 году он был вновь отправлен на фронт, возглавив артиллерию «Критской дивизии» и принял участие в Дойранском сражении.
В 1919 году он был повышен в звании до полковника.
В 1920 году, с приходом к власти правительства монархистов, был демобилизован по политическим соображениям, как сторонник  Венизелоса. С падением правительства монархистов в 1922 году был отозван в армию и в 1924 году был назначен инспектором артиллерии.
В том же году был повышен в звание генерал-майора и в 1926 году был назначен командующим 3-м корпусом армии.
В августе 1931 года был назначен начальником Генерального штаба:512 и находился на этом посту до 15 июля 1933 года, когда принял командование 2-м корпусом армии.
Манетас был замешан в мятеже сторонников Венизелоса в мае 1933 года:427. После подавления мятежа, был в числе 45 офицеров демобилизованных из армии в марте 1934 года:430.
С началом греко-итальянской войны в октябре 1940 года, как и другие 600 демобилизованных офицеров-венизелистов, попросил своего призыва в армию, но получил отказ:540.

## Политическая карьера
Манетас был военным министром революционного правительства в 1923 году:513, заместителем военного министра в правительстве Венизелоса в период 1928—1929 годов, министром национальной экономики и сельского хозяйства в правительстве Александра Отонеоса (1933), министром-губернатором Северной Греции в правительстве Пластираса (1945) и военным министром и, временно, министром авиации в правительстве Фемистокла Софулиса (1945—1946).
В 1945 году был избран депутатом от Аркадии и оставался на этом посту до 1947 году
Умер в Афинах 4 октября 1947 года.